# دیلان بولیو
دیلان بولیو (انگلیسی: Dylan Beaulieu؛ زادهٔ ۵ مهٔ ۱۹۹۷) بازیکن فوتبال اهل فرانسه است.
از باشگاه‌هایی که در آن بازی کرده‌است می‌توان به آ.اس موناکو اشاره کرد.